# Les Grandes-Ventes
Les Grandes-Ventes és un municipi francès situat al departament del Sena Marítim i a la regió de Normandia. L'any 2007 tenia 1.836 habitants.

## Demografia

### Població
El 2007 la població de fet de Les Grandes-Ventes era de 1.836 persones. Hi havia 665 famílies de les quals 150 eren unipersonals (63 homes vivint sols i 87 dones vivint soles), 210 parelles sense fills, 261 parelles amb fills i 44 famílies monoparentals amb fills.
La població ha evolucionat segons el següent gràfic:
Habitants censats

### Habitatges
El 2007 hi havia 793 habitatges, 685 eren l'habitatge principal de la família, 80 eren segones residències i 28 estaven desocupats. 650 eren cases i 122 eren apartaments. Dels 685 habitatges principals, 458 estaven ocupats pels seus propietaris, 214 estaven llogats i ocupats pels llogaters i 13 estaven cedits a títol gratuït; 17 tenien una cambra, 38 en tenien dues, 122 en tenien tres, 227 en tenien quatre i 282 en tenien cinc o més. 484 habitatges disposaven pel capbaix d'una plaça de pàrquing. A 363 habitatges hi havia un automòbil i a 238 n'hi havia dos o més.

### Piràmide de població
La piràmide de població per edats i sexe el 2009 era:
| Homes | Edats   | Dones |
| ----- | ------- | ----- |
| 0     | 95 o +  | 0     |
| 0     | 90 a 94 | 28    |
| 0     | 85 a 89 | 52    |
| 20    | 80 a 84 | 40    |
| 56    | 75 a 79 | 40    |
| 24    | 70 a 74 | 32    |
| 40    | 65 a 69 | 52    |
| 44    | 60 a 64 | 48    |
| 32    | 55 a 59 | 36    |
| 44    | 50 a 54 | 36    |
| 76    | 45 a 49 | 68    |
| 76    | 40 a 44 | 52    |
| 92    | 35 a 39 | 52    |
| 52    | 30 a 34 | 56    |
| 60    | 25 a 29 | 72    |
| 56    | 20 a 24 | 48    |
| 64    | 15 a 19 | 52    |
| 60    | 10 a 14 | 52    |
| 36    | 5 a 9   | 64    |
| 48    | 0 a 4   | 48    |

## Economia
El 2007 la població en edat de treballar era de 1.118 persones, 787 eren actives i 331 eren inactives. De les 787 persones actives 709 estaven ocupades (418 homes i 291 dones) i 79 estaven aturades (36 homes i 43 dones). De les 331 persones inactives 93 estaven jubilades, 96 estaven estudiant i 142 estaven classificades com a «altres inactius».

### Ingressos
El 2009 a Les Grandes-Ventes hi havia 712 unitats fiscals que integraven 1.771 persones, la mediana anual d'ingressos fiscals per persona era de 15.957 €.

### Activitats econòmiques
Dels 83 establiments que hi havia el 2007, 3 eren d'empreses extractives, 3 d'empreses alimentàries, 6 d'empreses de fabricació d'altres productes industrials, 9 d'empreses de construcció, 18 d'empreses de comerç i reparació d'automòbils, 2 d'empreses de transport, 6 d'empreses d'hostatgeria i restauració, 1 d'una empresa d'informació i comunicació, 6 d'empreses financeres, 1 d'una empresa immobiliària, 7 d'empreses de serveis, 15 d'entitats de l'administració pública i 6 d'empreses classificades com a «altres activitats de serveis».
Dels 21 establiments de servei als particulars que hi havia el 2009, 1 era una oficina de correu, 2 oficines bancàries, 3 tallers de reparació d'automòbils i de material agrícola, 1 autoescola, 1 paleta, 3 fusteries, 1 electricista, 2 empreses de construcció, 2 perruqueries, 3 restaurants, 1 agència immobiliària i 1 saló de bellesa.
Dels 9 establiments comercials que hi havia el 2009, 1 era un hipermercat, 2 fleques, 2 carnisseries, 1 una botiga de congelats, 1 una botiga de material de revestiment de parets i terra i 2 floristeries.
L'any 2000 a Les Grandes-Ventes hi havia 32 explotacions agrícoles que ocupaven un total de 1.520 hectàrees.

## Equipaments sanitaris i escolars
El 2009 hi havia 1 farmàcia i 1 ambulància.
El 2009 hi havia 1 escola maternal i 1 escola elemental.

## Poblacions més properes
El següent diagrama mostra les poblacions més properes.